# Kepler Track
Le Kepler Track est une randonnée de type alpine et semi-alpine située dans le parc National du Fiordland dans l'île du sud de la Nouvelle-Zélande. Il doit son nom à l'astronome Johannes Kepler.
Ce chemin est géré par le Department of Conservation (DOC), qui l'a classé Great Walk. C'est une boucle longue de 60 km, équipée de refuges, qui traverse différents paysages. Le point culminant est le sommet du Mont Luxmore à 1400 mètres.
Contrairement aux autres chemins de randonnée du Fiordland le Kepler Track n'est pas une voie de passage traditionnelle maorie, il a été construit spécialement pour répondre au flux croissant de touristes en quête de randonnées, et fut ouvert au public en février 1988.

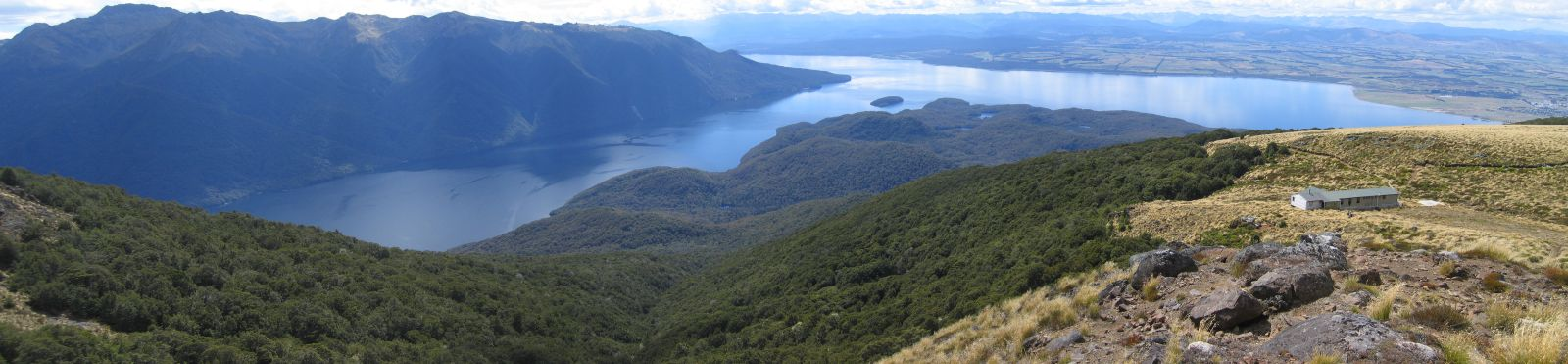
Luxmore Hut et le Lac Te Anau vus depuis le Kepler Track (by Nigel Wilson)